# Donalsonville
Donalsonville é uma cidade localizada no estado americano de Geórgia, no Condado de Seminole.

## Demografia
Segundo o censo americano de 2000, a sua população era de 2796 habitantes.
Em 2006, foi estimada uma população de 2698, um decréscimo de 98 (-3.5%).

## Geografia
De acordo com o United States Census Bureau tem uma área de
10,3 km², dos quais 10,3 km² cobertos por terra e 0,0 km² cobertos por água.

## Localidades na vizinhança
O diagrama seguinte representa as localidades num raio de 28 km ao redor de Donalsonville.